# Société sportive par actions
 (janvier 2020).
 (janvier 2020).
Si vous disposez d'ouvrages ou d'articles de référence ou si vous connaissez des sites web de qualité traitant du thème abordé ici, merci de compléter l'article en donnant les références utiles à sa vérifiabilité et en les liant à la section « Notes et références ».
En droit algérien, une société sportive par actions (SSPA) est une structure très proche d'une société par actions classique destinée à la gestion d'un club sportif. 
Le club sportif est organisé sous la forme d'une société commerciale ayant un capital dont la souscription par les associés a fait l'objet de l'émission de titres représentatifs du capital, les actions ou parts sociales, remises aux souscripteurs ou associés, dès lors appelés actionnaires. Les actions confèrent à l'actionnaire des droits pécuniaires et des droits sociaux.
Les droits pécuniaires permettent à chaque actionnaire de recevoir sa quote-part des bénéfices dont la société déciderait la distribution sous forme de dividendes, ainsi que le cas échéant sa quote-part du patrimoine de la société en cas de dissolution avec répartition des actifs restants après paiement des dettes.
Les droits sociaux donnent à l'actionnaire le droit de participer aux décisions de l'assemblée générale de la société, notamment l'élection des membres du conseil d'administration (ou dans certains cas le « conseil de surveillance »), la distribution de dividendes ou encore toute décision relative à la société ne faisant pas partie de la gestion journalière laissée à l'appréciation du conseil d'administration. 
La SSPA pourra également rémunérer ses dirigeants. 